# Factor E
El factor E (de l'anglès Environmental factor, factor mediambiental) és un paràmetre emprat en química verda que permet mesurar quan acceptable és un procés químic des del punt de vista mediambiental. Es calcula mitjançant la relació entre la massa dels residus generats i la massa del producte desitjat:
{\displaystyle E={\frac {m_{residus}}{m_{producte}}}}

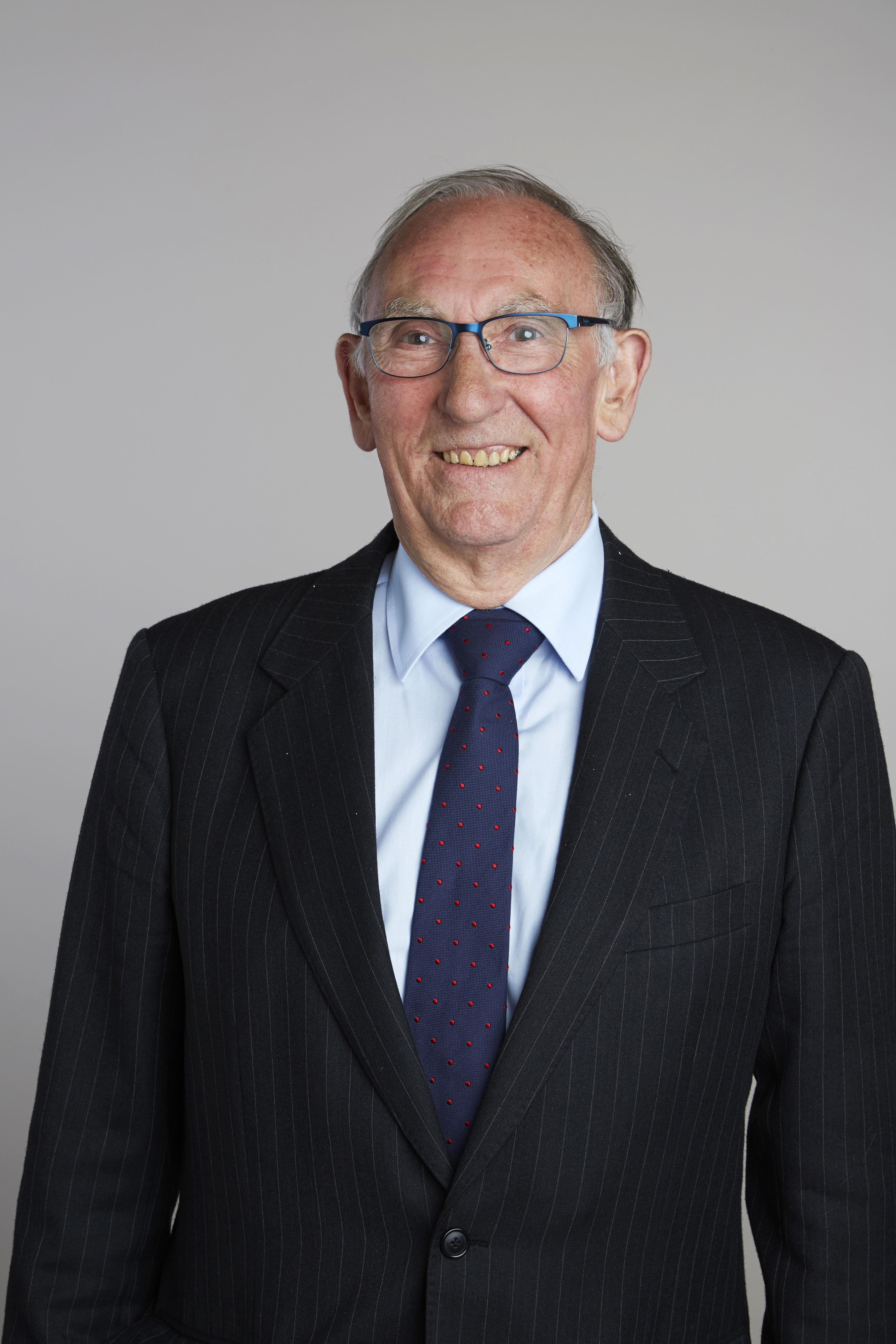
Roger Arthur Sheldon.

Aquest paràmetre fou proposat al final de la dècada del 1980 pel químic anglès Roger A. Sheldon (1942), professor de biocatàlisi i química orgànica a la Universitat Tecnològica de Delft, Països Baixos.
El factor E considera la quantitat real de residus produïts en el procés, tots els composts generats excepte el producte desitjat. Té en compte el rendiment químic i inclou els reactius, les pèrdues de dissolvents, tots els auxiliars de procés i, en principi, el combustible (tot i que sovint és difícil de quantificar). Hi ha una excepció: l'aigua generalment no està inclosa en el factor E. Per exemple, quan es considera el corrent de residus en dissolució només es compten les sals inorgàniques i els composts orgànics continguts a l'aigua; l'aigua està exclosa. En cas contrari, això comportaria factors E excepcionalment alts que no són útils per comparar processos.
Un factor E més alt significa més residus i, en conseqüència, un major impacte ambiental negatiu. El factor E ideal és zero. Es pot calcular fàcilment a partir del coneixement del nombre de tones de matèries primeres adquirides i el nombre de tones de producte venudes, per a un producte determinat o un lloc de producció o fins i tot una empresa sencera. Cal observar que aquest mètode de càlcul exclourà automàticament l'aigua utilitzada en el procés però no l'aigua formada.
| Indústria            | Tones de productes | Factor E |
| -------------------- | ------------------ | -------- |
| Petroquímica         | 106 - 108          | < 0,1    |
| Química industrial   | 104 - 106          | < 1-5    |
| Química fina         | 102 - 104          | 5 - 50   |
| Química farmacèutica | 10 - 103           | 25 - 100 |

## Relació amb l'eficiència atòmica
L'eficiència atòmica o economia atòmica és un altre paràmetre molt emprat en química verda. En contrast amb el factor E, és un nombre teòric, és a dir, suposa un rendiment del 100 % i exactament quantitats estequiomètriques i ignora les substàncies que no apareixen a l'equació estequiomètrica. A partir de l'eficiència atòmica es pot derivar un factor E teòric. Per exemple una eficiència d'atòmica del 40 % correspon a un factor E d'1,5 (60/40). A la pràctica, però, el factor E serà generalment molt més alt, ja que el rendiment no és del 100 % i s'utilitza un excés de reactius i s'han de tenir en compte les pèrdues de dissolvent i la generació de sal durant el treball.